# Hygrocybe chlorophana
Hygrocybe chlorophana is een schimmel behorend tot de familie Hygrophoraceae.

## Kenmerken
Hoed
De hoed heeft een diameter van 2 tot 5 cm. De vorm is aanvankelijk halfbolvormig, later uitgespreid en meestal voorzien van een umbo in het midden. Hij wordt nooit kegelvormig. Het oppervlak van de hoed is glad, duidelijk kleverig als het vochtig is. De kleur is helder citroengeel tot oranjegeel (zelden oranje tot rood), maar vervaagt snel. De hoedrand is soms doorschijnen gestreept. 
Lamellen
De lamellen zijn witachtig tot geelachtig.
Steel
De steel heeft een lengte van 2 tot 7 cm en een dikte van 0,3 tot 1 cm. De steel is versmald aan de basis. Hij is slijmerig bij nat weer, en snel droog. Het is vol en later leeg. De kleur varieert van oranjegeel tot zwavelgeel, dezelfde kleur als de hoed. De structuur is glad, egaal tot aan de hoed.
Geur en smaak
Het vlees is lichtgeel en wordt na kneuzing niet donkerder. Er is een uitgesproken smaak of geur. Sommige bronnen benoemen zoete geur en smaak.
Sporenprint
De sporenprint is wit.

### Microscopische kenmerken
De basidia hebben meestal vier en soms twee sterigmata en meten (26)34-48 × 5-8(10) µm. De sporen zijn ellipsoïde, glad en inamyloïde (geen reactie met Melzer), sommige met vernauwingen of met een zijde concaaf (bijna niervormig), hyaliene in KOH en meten ongeveer 7,5 tot 9,0 bij 4,0 tot 5,5 μm. Het Q-getal (verhouding van lengte/breedte) van de sporen is 1,5 tot 1,9. Cystidia zijn niet aanwezig. Het lamaire trama bestaat uit parallel gevormde hyfen. Het pileipellis is een ixotrichoderm.

## Ecologie
Hygrocybe chlorophana groeit op de grond in grassen, vooral in heuvelachtige gebieden. 

## Vergelijkbare soorten
- De Noord-Amerikaanse Hygrocybe flavescens lijkt qua uiterlijk op Hygrocybe chlorophana, maar zou een drogere steel hebben. Boertmann (2010) heeft gesuggereerd dat deze soort misschien niet verschilt van H. chlorophana.
- De hooilandwasplaat (Hygrocybe glutinipes) heeft dezelfde kleur, maar is meestal kleiner met een kleverige, halfdoorschijnende hoed en een even kleverige steel.
- De elfenwasplaat (Hygrocybe ceracea) heeft ook dezelfde kleur, maar heeft een wasachtige hoed en steel en de lamellen zijn breed aangehecht, tot bijna aflopend.

## Verspreiding
Hygrocybe chlorophana is wijdverbreid in de noordelijke gematigde zone en komt voor in Europa, Noord-Amerika en Noord-Azië. Hij is ook gevonden in de alpiene gebieden van Mount Wellington in Tasmanië (Australië). Net als andere wasplaten groeit hij in oud, onverbouwd grasland met korte graszoden (weiden en gazons) in Europa, maar ook in bossen in Noord-Amerika en Azië. In Duitsland, Polen en Zwitserland staat deze wasmuts op de Rode Lijst van bijzondere soorten. Hygrocybe chlorophana komt ook voor in sommige delen van de Verenigde Staten, waar het voornamelijk een bospaddenstoel is.
In Nederland komt Hygrocybe chlorophana matig algemeen voor. Hij staat op de rode lijst in de categorie 'kwetsbaar'.
Recent onderzoek suggereert dat wasplaten noch mycorrhiza noch saprotroof zijn, maar in verband kunnen worden gebracht met mossen.

## Variëteiten
Er zijn twee variëteiten bekend:
- Hygrocybe chlorophana var. aurantiaca = oranje wasplaat, vrij zeldzaam in Nederland
- Hygrocybe chlorophana var. chlorophana = gele wasplaat, vrij zeldzaam in Nederland

## Naamgeving
De soort werd voor het eerst beschreven in 1821 door de bekende Scandinavische mycoloog Elias Magnus Fries als Agaricus chlorophanus, op basis van lokaal in Zweden verzamelde exemplaren. In 1877 verplaatste de Duitse mycoloog Friedrich Otto Wünsche de soort naar het geslacht Hygrocybe. De soortaanduiding chlorophana komt uit het Grieks χλωρός (= lichtgroen) + φαίνω (= ik verschijn), hoewel het niet duidelijk is waarom Fries deze soortaanduiding koos, aangezien hij vruchtlichamen beschreef als "flavus" (Latijn = geel).
Recent moleculair onderzoek, gebaseerd op cladistische analyse van DNA-sequenties, suggereert dat Hygrocybe chlorophana behoort tot de kerngroep van Hygrocybe sensu stricto.

## Foto's

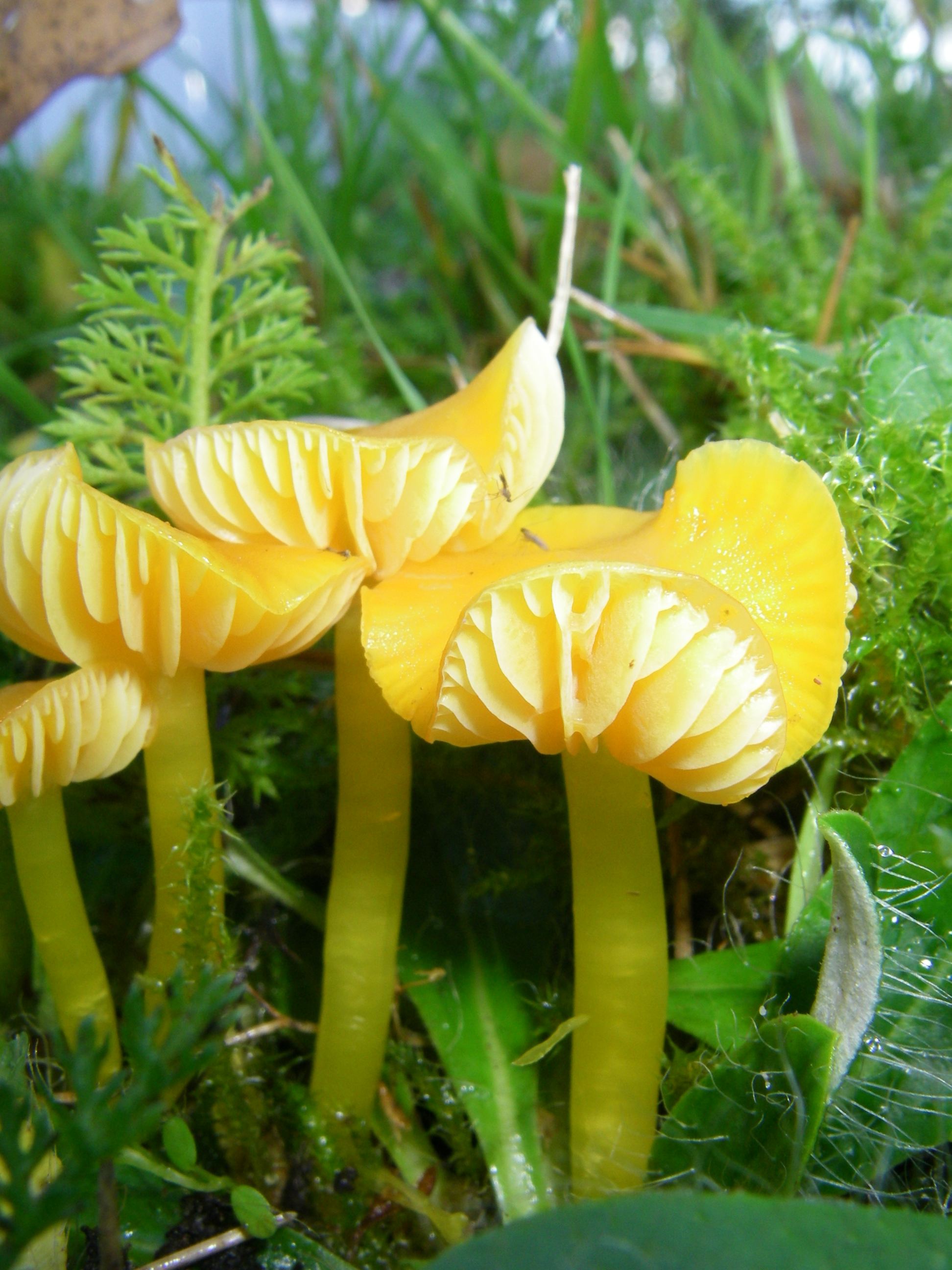
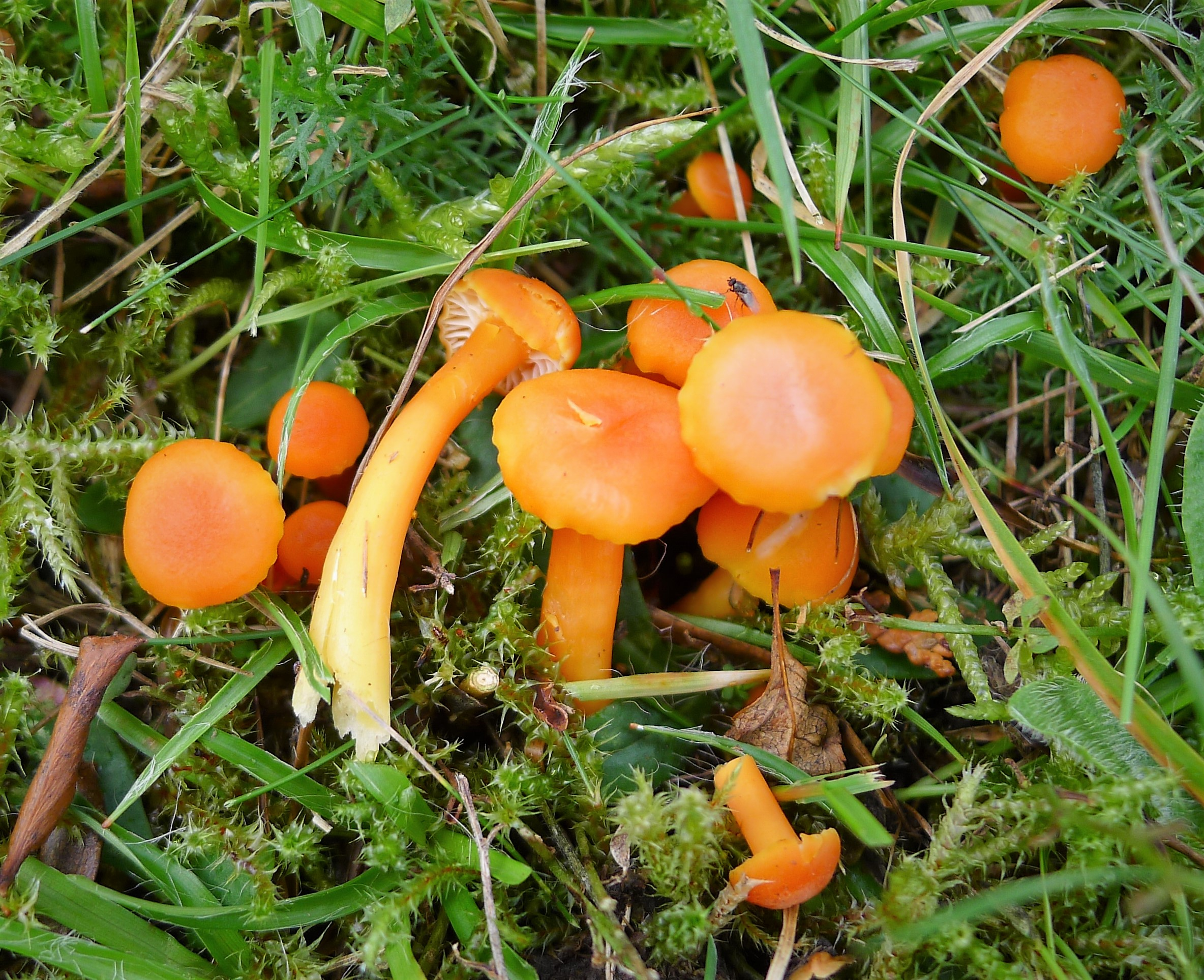
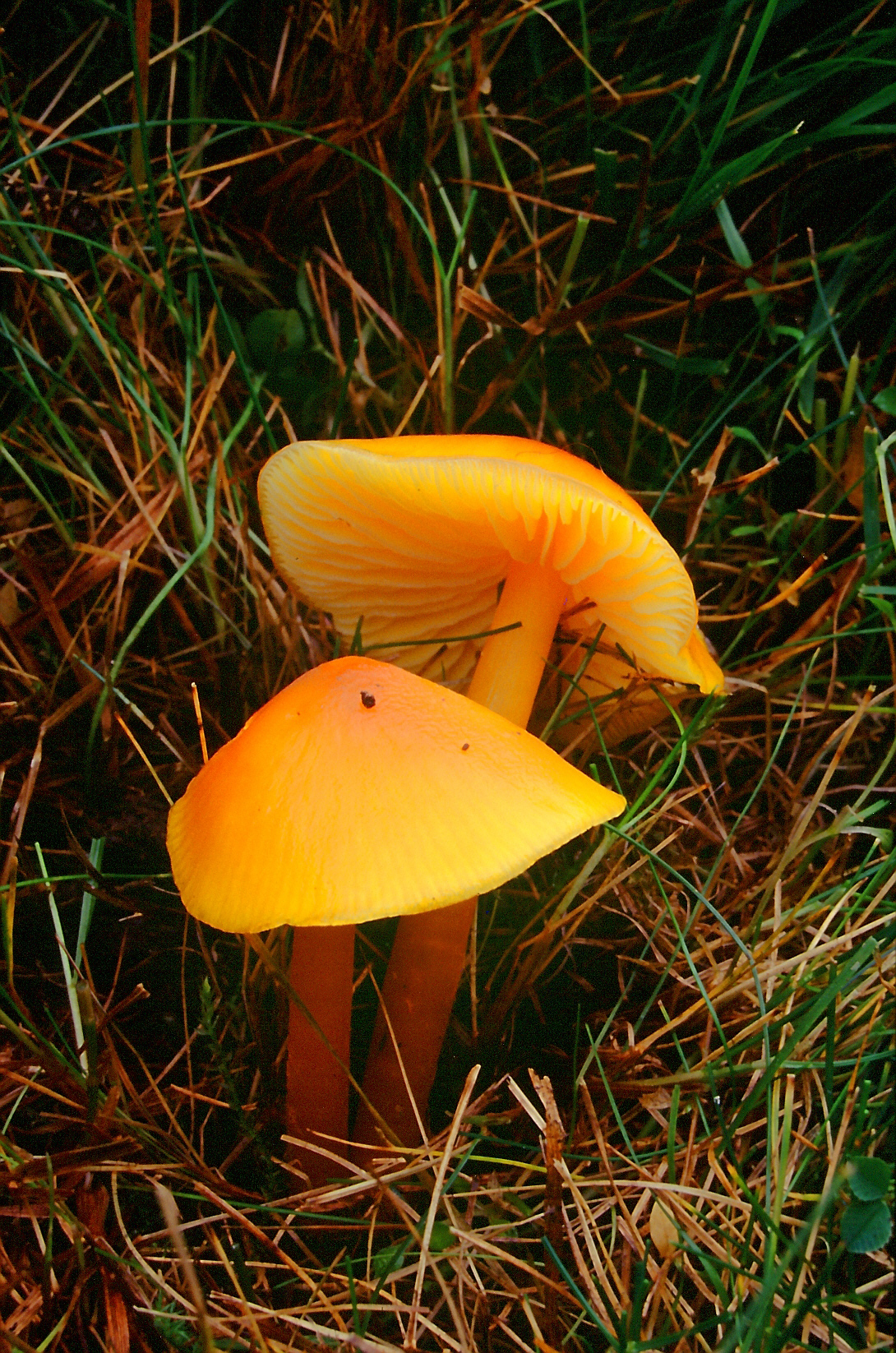